# 274334 Kyivplaniy
274334 Kyivplaniy este un asteroid din centura principală de asteroizi.

## Descriere
274334 Kyivplaniy este un asteroid din centura principală de asteroizi. A fost descoperit pe 3 septembrie 2008 la observatorul astronomic din Andrușivka. Asteroidul prezintă o orbită caracterizată de o semiaxă mare de 2,68 ua, o excentricitate de 0,19 și o înclinație de 6,2° în raport cu ecliptica.